# Aeroport de Shannon
L'aeroport de Shannon (en anglès: Shannon Airport; en gaèlic irlandès: Aerfort na Sionnainne) (codi IATA: SNN - codi ICAO: EINN), està situat en la localitat de Shannon, Irlanda), i a 25 km de la ciutat de Limerick. És el segon aeroport del país, al darrere de l'aeroport de Dublín, i al davant l'aeroport de Cork.

## Història
L'origen de l'aeroport es remunta a l'any 1936, quan el govern va requisar un terreny a Rineanna per construir el primer aeroport transatlàntic. L'elecció d'aquesta regió va ser deguda a la seva geografia a l'oest del país.
A partir de 1942 l'aeroport va entrar en servei i el 24 d'octubre de 1945 els vols de llarga distància podien aterrar allà. El primer vol transatlàntic va ser un DC-4 de la Pan American World Airways arribat de Nova York. Altres companyies transatlàntiques es van establir a la plataforma, entre elles TWA i BOAC.